# دونا وکیچ
دونا وِکیچ (به کرواتی: Donna Vekić) (زادهٔ ۲۸ ژوئن ۱۹۹۶) (تلفظ کرواتی [ˈʋeki:t͡ɕ]) یک تنیس‌باز اهل کرواسی است.